# Седриано
Седриано (итал. Sedriano) — город в Италии, в провинции Милан области Ломбардия.
Население составляет 10 744 человека (на 2004 г.), плотность населения составляет 1447 чел./км². Занимает площадь 7 км². Почтовый индекс — 20018. Телефонный код — 02.
Покровителем коммуны почитается святой Ремигий. Праздник ежегодно празднуется 1 октября.